# Johann Eduard Hay
Johann Eduard Hay (* 1815 in Riga, Gouvernement Livland, Russisches Kaiserreich; † 1841 in Genua, Königreich Sardinien) war ein deutsch-baltischer Porträtmaler der Düsseldorfer Schule.

## Leben
Von seinen Eltern eigentlich zu einer Berufslaufbahn als Kaufmann bestimmt besuchte Hay nach einer malerischen Vorbildung bei dem Rigaer Genre- und Porträtmaler Leonhard Bülow in den Jahren 1836 bis 1838 die Kunstakademie Düsseldorf. In Düsseldorf nahm er auch Privatunterricht bei Adolph Schroedter. Nach dreieinhalbjährigem Aufenthalt in Italien starb Hay in Genua an der „Schwindsucht“.